# 광주광역시교육청

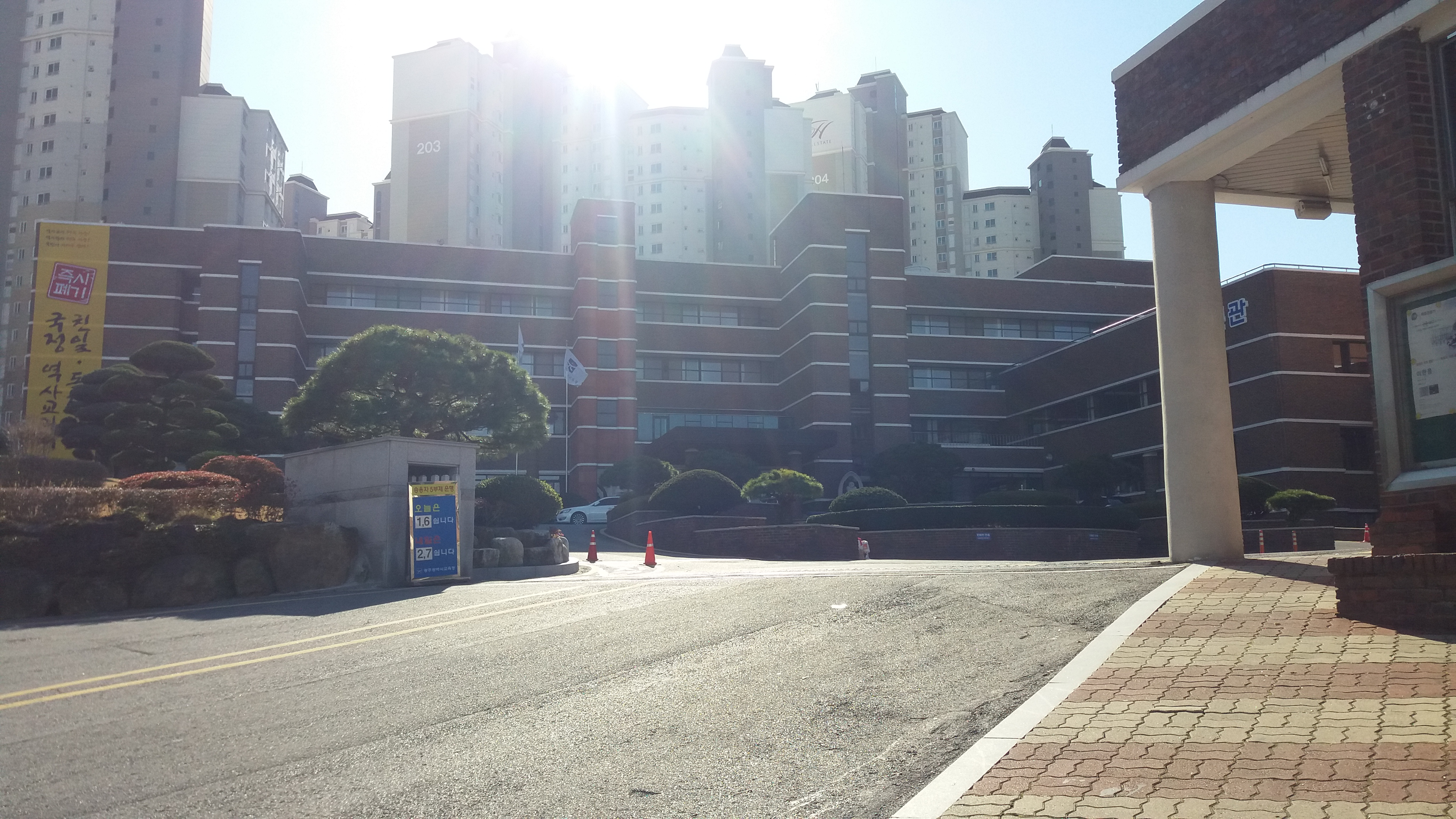
광주광역시교육청 청사 본관

광주광역시교육청(光州廣域市敎育廳, Gwangju Metropolitan Office of Education)은 대한민국 광주광역시의 교육에 관한 사무를 관장하는 지방교육행정기관이다.

## 연혁
- 1952년 : 광주시교육위원회 설치.
- 1962년 : 광주시교육위원회 폐지. 소관 사무는 전라남도청 교육국으로 이관.
- 1964년 : 전라남도교육위원회 소속 광주시교육장 설치.
- 1986년 : 광주직할시교육위원회로 개편.
- 1991년 : 광주직할시교육청 설치.
- 1995년 : 광주광역시교육청으로 변경.

## 조직
| \| 국 \| 담당관실·과 \| \| 교육감 산하 하부조직 \| 교육감 산하 하부조직 \| \| ---------------------- \| ----------------------------------------------------------------- \| \| \| - 공보담당관실 \| \| 부교육감 산하 하부조직 \| \| \| \| - 감사관실 \| \| 정책국 \| - 미래교육기획과 - 세계민주시민교육과 - 노동정책과 - 안전총괄과 \| \| 교육국 \| - 유초등교육과 - 중등특수교육과 - 진로진학과 - 체육예술인성교육과 \| \| 행정국 \| - 총무과 - 조직복지과 - 행정예산과 - 재정과 - 시설과 \| | - 광주광역시교육과학연구원 - 광주광역시교육연수원 - 광주광역시학생교육원 - 광주학생독립운동기념회관 - 금호평생교육관 - 광주광역시교육감소관도서관 - 광주중앙도서관 - 광주송정도서관 - 광주학생교육문화회관 - 광주광역시교육정보원 - 광주광역시유아교육진흥원 - 광주교육시설지원단 - 광주학생해양수련원 - 광주광역시동부교육지원청 - 광주광역시서부교육지원청 |
| 국 | 담당관실·과 |
| 교육감 산하 하부조직 | |
| | - 공보담당관실 |
| 부교육감 산하 하부조직 | |
| | - 감사관실 |
| 정책국 | - 미래교육기획과 - 세계민주시민교육과 - 노동정책과 - 안전총괄과 |
| 교육국 | - 유초등교육과 - 중등특수교육과 - 진로진학과 - 체육예술인성교육과 |
| 행정국 | - 총무과 - 조직복지과 - 행정예산과 - 재정과 - 시설과 |

## 같이 보기
- 광주광역시교육감
- 광주광역시 부교육감
- 대한민국 교육부
- 광주광역시청
- 광주광역시의회